# Forstøver
En forstøver er et aggregat som forstøver vand eller en anden væske til damp. Forstøveren bruges som oftest til rengøringsmidler, kosmetik og anden kemisk brug. Effekten opstår ved, at en pumpe blander luft med en lille mængde væske.

## Historie
Forstøveren eksisterede længe før moderne produktionsmetoder. Historisk set bestod den af en gummibold som blev klemt sammen. dette giver en hurtig bevægende luftstrøm hen over en lille mængde stillestående væske. Luftstrømmen trækker væskepartikler med sig og gør dem luftbårne.

## Medicinsk brug
I medicinalindustrien anvendes den danske betegnelse forstøver eller forstøverapparat også. Dette er en maskine som forstøver et medicinsk præparat til en aerosol, der herefter kan indåndes af patienten.